# 小林節雄
小林 節雄（こばやし せつお、1920年5月3日 - 2006年10月22日）は日本映画の撮影監督。静岡県出身。

## 経歴
1940年に慶應義塾商工学校卒業と同時に日活多摩川撮影所に入社。1941年に出征。1946年に大映に復帰。1971年の大映倒産後フリーになる。増村保造、市川崑監督作品を中心に活躍。

## 撮影作品
- 1957年 - 穴
- 1959年 - 野火
- 1961年 - 黒い十人の女
- 1961年 - 妻は告白する
- 1961年 - 鯨神
- 1962年 - 私は二歳
- 1964年 - 傷だらけの山河
- 1965年 - 兵隊やくざ
- 1969年 - 盲獣
- 1971年 - 黒い樹海
- 1976年 - 君よ憤怒の河を渉れ
- 1979年 - あゝ野麦峠
- 1982年 - あゝ野麦峠 新緑篇
- 1985年 - ビルマの竪琴
- 1987年 - 竹取物語